# أكتوبي
- الاسم الكازاخي : اكتوبي  (Ақтөбе)

موقع المدينة

- الاسم الروسي : :اكتوبينسك  (Актюбинск)

أكتوبي عاصمة أحد التقسيمات الإدارية في كازاخستان.

## المناخ
يظهر الجدول التالي التغييرات المناخية على مدار السنة لأكتوبي:
| البيانات المناخية لـأكتوبي        | البيانات المناخية لـأكتوبي | البيانات المناخية لـأكتوبي | البيانات المناخية لـأكتوبي | البيانات المناخية لـأكتوبي | البيانات المناخية لـأكتوبي | البيانات المناخية لـأكتوبي | البيانات المناخية لـأكتوبي | البيانات المناخية لـأكتوبي | البيانات المناخية لـأكتوبي | البيانات المناخية لـأكتوبي | البيانات المناخية لـأكتوبي | البيانات المناخية لـأكتوبي | البيانات المناخية لـأكتوبي |
| الشهر                             | يناير                      | فبراير                     | مارس                       | أبريل                      | مايو                       | يونيو                      | يوليو                      | أغسطس                      | سبتمبر                     | أكتوبر                     | نوفمبر                     | ديسمبر                     | المعدل السنوي              |
| --------------------------------- | -------------------------- | -------------------------- | -------------------------- | -------------------------- | -------------------------- | -------------------------- | -------------------------- | -------------------------- | -------------------------- | -------------------------- | -------------------------- | -------------------------- | -------------------------- |
| الدرجة القصوى °م (°ف)             | 4.5 (40.1)                 | 5.5 (41.9)                 | 23.6 (74.5)                | 30.9 (87.6)                | 39.0 (102.2)               | 40.2 (104.4)               | 42.2 (108.0)               | 42.9 (109.2)               | 38.3 (100.9)               | 29.7 (85.5)                | 17.0 (62.6)                | 11.2 (52.2)                | 42.9 (109.2)               |
| متوسط درجة الحرارة الكبرى °م (°ف) | −8.1 (17.4)                | −7.1 (19.2)                | −0.4 (31.3)                | 13.3 (55.9)                | 22.0 (71.6)                | 28.2 (82.8)                | 29.9 (85.8)                | 28.3 (82.9)                | 21.7 (71.1)                | 12.1 (53.8)                | 0.7 (33.3)                 | −5.7 (21.7)                | 11.2 (52.2)                |
| المتوسط اليومي °م (°ف)            | −12.3 (9.9)                | −11.9 (10.6)               | −5.4 (22.3)                | 7.0 (44.6)                 | 14.9 (58.8)                | 20.9 (69.6)                | 22.7 (72.9)                | 20.7 (69.3)                | 14.0 (57.2)                | 5.7 (42.3)                 | −3.2 (26.2)                | −9.7 (14.5)                | 5.3 (41.5)                 |
| متوسط درجة الحرارة الصغرى °م (°ف) | −16.5 (2.3)                | −16.3 (2.7)                | −9.8 (14.4)                | 1.4 (34.5)                 | 7.9 (46.2)                 | 13.4 (56.1)                | 15.6 (60.1)                | 13.5 (56.3)                | 7.4 (45.3)                 | 0.6 (33.1)                 | −6.5 (20.3)                | −13.6 (7.5)                | −0.2 (31.6)                |
| أدنى درجة حرارة °م (°ف)           | −48.5 (−55.3)              | −45.0 (−49.0)              | −37.0 (−34.6)              | −18.9 (−2.0)               | −7.6 (18.3)                | −0.9 (30.4)                | 4.1 (39.4)                 | 0.7 (33.3)                 | −7.9 (17.8)                | −26.3 (−15.3)              | −35.0 (−31.0)              | −41.5 (−42.7)              | −48.5 (−55.3)              |
| الهطول مم (إنش)                   | 25 (1.0)                   | 23 (0.9)                   | 26 (1.0)                   | 31 (1.2)                   | 34 (1.3)                   | 35 (1.4)                   | 29 (1.1)                   | 27 (1.1)                   | 19 (0.7)                   | 27 (1.1)                   | 28 (1.1)                   | 29 (1.1)                   | 333 (13.1)                 |
| متوسط الأيام الممطرة              | 3                          | 2                          | 4                          | 10                         | 13                         | 12                         | 11                         | 10                         | 10                         | 10                         | 8                          | 4                          | 97                         |
| متوسط الأيام المثلجة              | 21                         | 18                         | 13                         | 3                          | 0.2                        | 0.03                       | 0                          | 0                          | 0.1                        | 4                          | 13                         | 20                         | 92                         |
| متوسط الرطوبة النسبية (%)         | 81                         | 79                         | 79                         | 66                         | 57                         | 54                         | 55                         | 54                         | 58                         | 69                         | 80                         | 82                         | 68                         |
| ساعات سطوع الشمس الشهرية          | 87                         | 133                        | 176                        | 237                        | 311                        | 317                        | 333                        | 300                        | 227                        | 137                        | 78                         | 67                         | 2٬403                      |
| المصدر #1: Pogoda.ru.net          |                            |                            |                            |                            |                            |                            |                            |                            |                            |                            |                            |                            |                            |
| المصدر #2: NOAA (sun, 1961–1990)  |                            |                            |                            |                            |                            |                            |                            |                            |                            |                            |                            |                            |                            |

## توأمة
لأكتوبي اتفاقيات توأمة مع كل من:
- زيندة
- أتيراو

## أعلام
- غاليب جافاروف
- رشيد نجم الدينوف
- دميتري ميروشنيشينكو
- فلاديمير كوزلوف
- سابينا التينبيكوفا
- يوري ايفانوف